# Ghitorni
Ghitorni è una suddivisione dell'India, classificata come census town, di 9.123 abitanti, situata nel distretto di Delhi Sud Ovest, nello territorio federato di Delhi. In base al numero di abitanti la città rientra nella classe V (da 5.000 a 9.999 persone).

## Società

### Evoluzione demografica
Al censimento del 2001 la popolazione di Ghitorni assommava a 9.123 persone, delle quali 5.212 maschi e 3.911 femmine. I bambini di età inferiore o uguale ai sei anni assommavano a 1.373, dei quali 776 maschi e 597 femmine. Infine, coloro che erano in grado di saper almeno leggere e scrivere erano 6.290, dei quali 4.148 maschi e 2.142 femmine.